# Parafia św. Michała Archanioła w Miliczu
Parafia św. Michała Archanioła w Miliczu – rzymskokatolicka parafia w dekanacie Milicz, archidiecezji wrocławskiej.
Została erygowana w 1233 i jest najstarszą parafią w mieście.

## Grupy parafialne
Żywy Różaniec, Rada Parafialna, Caritas Parafialny, Straż Honorowa, Rycerstwo Niepokalanej, Lektorzy, Ministranci.